# Třída Iltis

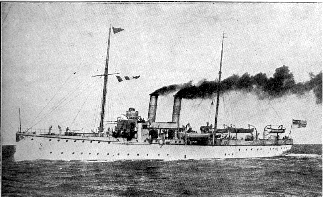
SMS Panther, předposlední jednotka třídy Iltis

Třídu Iltis tvořilo celkem šest dělových člunů německého císařského námořnictva, postavených v letech 1898 až 1903. Tyto jednotky byly určeny pro koloniální službu a v německých koloniích také všechny bez výjimky sloužily. Všechny se dočkaly v činné službě první světové války, ale pouze SMS Panther ji jako jediný přečkal.

## Stavba
Celkem bylo postaveno šest jednotek této třídy. Do jejich stavby se zapojily německé loděnice Schichau-Werke a Kaiserliche Werft Danzig v Danzigu a AG Vulcan Stettin ve Štětíně. Do služby byly přijaty v letech 1898–1903.
Jednotky třídy Iltis:
| Jméno       | Loděnice                         | Založení kýlu | Spuštěna       | Vstup do služby | Cena  | Status                                                                                         |
| ----------- | -------------------------------- | ------------- | -------------- | --------------- | ----- | ---------------------------------------------------------------------------------------------- |
| SMS Iltis   | Schichau-Werke, Gdaňsk           | 1897          | 4. srpna 1898  | 1898            | 1,497 | Dne 28. září 1914 potopen vlastní posádkou v Čching-tao                                        |
| SMS Jaguar  | Schichau-Werke, Gdaňsk           | 1898          | 19. září 1898  | 1899            | 1,462 | Dne 7. listopadu 1914 potopen vlastní posádkou v Čching-tao.                                   |
| SMS Tiger   | Kaiserliche Werft Danzig, Gdaňsk | 1898          | 15. srpna 1899 | 1900            | 1,665 | Dne 29. října 1914 potopen vlastní posádkou v Čching-tao.                                      |
| SMS Luchs   | Kaiserliche Werft Danzig, Gdaňsk | 1898          | 18. října 1898 | 1900            | 1,622 | Dne 28. září 1914 potopen vlastní posádkou v Čching-tao.                                       |
| SMS Panther | Kaiserliche Werft Danzig, Gdaňsk | 1900          | 1. dubna 1901  | 15. března 1902 | ?     | Dne 31. března 1931 vyřazen a prodán do šrotu. Sešrotován téhož roku ve Wilhelmshavenu.        |
| SMS Eber    | AG Vulcan Stettin, Štětín        | 1902          | 6. června 1903 | 1903            | 1,632 | Dne 14. září 1914 internován v brazilském Bahia a následně 26. října potopen vlastní posádkou. |

## Technický popis
Celou třídu by bylo možno rozdělit na dvě podtřídy, neboť první dvě jednotky (Iltis a Jaguar) se od zbývajících čtyř liší nejenom tvarem přídě a nepatrně i rozměry, ale i skladbou výzbroje. Čtyři rychlopalné 88mm L/30 Sk kanóny byly u pozdějších jednotek nahrazeny za dva 105 mm L/40 Sk. Ty byly umístěny za polouzavřeným ochranným štítem MPL C/00.